# Mercedes-Benz Group
Mercedes-Benz Group AG és una empresa multinacional amb seu a Alemanya, dedicada principalment a la indústria de l'automòbil. Les seves principals marques comercials són Maybach, Mercedes-Benz i Smart. Aquesta empresa prové de l'escissió l'any 2007 de DaimlerChrysler AG. El febrer de 2022, Daimler va passar a anomenar-se Mercedes-Benz Group en vendre la divisió de camions, que ara és una empresa independent anomenada Daimler Truck Holding AG.
Per les seves vendes actualment és la 13a companyia fabricant d'automòbils més gran del món i la segona pel que fa als camions. Daimler també fabrica autobusos i proporciona serveis financers a través de Daimler Financial Services.
DaimlerChrysler va ser la tercera empresa automobilística més gran del món, després de Toyota i de General Motors. Tenia la seva seu principal a Stuttgart, Alemanya, i agrupava les marques Maybach, Mercedes-Benz, Dodge, Chrysler, Jeep, Smart i part de Mitsubishi Motors. Des de finals de 2007, les marques Chrysler, Dodge i Jeep passaren a pertànyer a Chrysler LLC, i l'empresa alemanya canvià el seu nom a Daimler AG.
DaimlerChrysler junt amb la Unesco porten a terme el Mondialogo School Contest que és un projecte cultural realitzat a nivell mundial cada dos anys.

## Mercedes Benz
La història de Mercedes-Benz arrenca el 1885 quan Gottlieb Daimler junt amb Wilhelm Maybach patentaren un motor de quatre temps, ensems que Karl Benz desenvolupà el motor monocilindre, també de quatre temps i fundà la Benz & Co.
En 1886 la Daimler - Motoren - Gesellschaft (DMG) fabricà el seu primer vehicle.